# Teuchen
Die Teuchen ist ein Tal in den Nockbergen, das das Tiebeltal bei Himmelberg mit der Inneren Einöde im Gegendtal verbindet. Ein Sattel auf 1033 m in der Innerteuchen trennt das Tal in die Einzugsgebiete des Teuchenbaches zur Tiebel und des Arriachbaches zum Afritzer Bach.
Der Hauptort im Tal ist Arriach. Zur Gemeinde Arriach gehört auch der Großteil des Tales beiderseits der Wasserscheide. Im Westen grenzt die Teuchen an die Gemeinden Afritz und Treffen. Die Außerteuchen im Osten gehört zu Himmelberg.